# Change the NZ Flag
Change the NZ Flag es una organización cuyo objetivo es cambiar la Bandera de Nueva Zelanda. El grupo se describe a sí misma como "una organización independiente, no política, que se ha comprometido a la construcción de apoyo y participación para el proceso de cambio de la bandera."
El grupo está afiliado con Ausflag, una organización que fomenta un rediseño de la Bandera de Australia. Originalmente, el NZ Flag.com Trust, se formó en el 2015 para intentar celebrar un referéndum para cambiar la bandera.

## Historia
El grupo fue originalmente la NZ Flag.com Trust, creada en 2003 por el empresario de Wellington Lloyd Morrison con el objetivo de llevar a cabo un referéndum sobre el tema.
El Trust era una organización sin ánimo de lucro apoyada por donaciones e ingresos procedentes de la venta de merchandising. 

### Petición para cambiar la bandera
En enero de 2005, la organización lanzado una petición para traer alrededor de un referéndum sobre la cuestión. La petición fue aceptada y sería celebrado durante las Elecciones Generales de Nueva Zelanda de 2005. Sin embargo, la organización no pudo reunir el número suficiente de firmas, y seis meses después de su lanzamiento, la petición había sido firmada por 100.000 personas (de las firmas de 270,000 - el 10 por ciento de los votantes - que se requerían). Después de que Spark New Zealand y New Zealand Post rechazaran una oferta para distribuir la petición a nivel nacional, la organización retiró la petición.
Lloyd Morrison atribuye el fracaso a la apatía del público en general, mientras que los partidarios de la bandera actual de Nueva Zelanda atribuyen el fracaso a la popularidad de la bandera actual.